# Gulick
Gulick ist ein Herkunftsname, der auf die deutsche Stadt Jülich verweist.
Er ist der Familienname folgender Personen:
- Alice Gordon Gulick (1847–1903), US-amerikanische Missionslehrerin und Schulgründerin
- Bill Gulick (1916–2013), US-amerikanischer Schriftsteller
- Charles Burton Gulick (1868–1962), US-amerikanischer Klassischer Philologe
- Luther Gulick (Mediziner) (Luther Halsey Gulick Jr.; 1865–1918), US-amerikanischer Arzt und Sportförderer
- Luther Gulick (Politikwissenschaftler) (Luther Halsey Gulick; 1892–1993), US-amerikanischer Politikwissenschaftler
- Sidney Gulick (1860–1945), US-amerikanischer Pädagoge, Autor und Missionar

## Verwandte Namen und Varianten
- van Gulick
- van Gülick